# Dorystoma furcata
Dorystoma furcata är en hjuldjursart som beskrevs av Wulfert 1939. Dorystoma furcata ingår i släktet Dorystoma och familjen Notommatidae. Inga underarter finns listade i Catalogue of Life.